# Stelling van Myers-Steenrod
In de Riemann-meetkunde, een deelgebied van de wiskunde, dragen twee stellingen de naam stelling van Myers-Steenrod. Beide hebben hun naam te danken aan een artikel uit 1939 van de wiskundigen Myers en Steenrod.

## Eerste stelling van Myers-Steenrod
De eerste stelling van Myers-Steenrod stelt dat elke afstand-bewarende afbeelding (dat wil zeggen een isometrie van metrische ruimten) tussen twee topologisch verbonden Riemann-variëteiten eigenlijk een gladde isometrie van Riemann-variëteiten is. Een eenvoudiger bewijs dan dat van Myers en Steenrod werd in 1957 door Richard Palais gegeven. De grootste moeilijkheid in het bewijs ligt in het aantonen dat een afstand bewarende afbeelding, die a priori alleen continu is, in werkelijkheid ook differentieerbaar is.

## Tweede stelling van Myers-Steenrod
De tweede stelling van Myers-Steenrod, die veel moeilijker te bewijzen is, houdt in dat de isometriegroep van een Riemann-variëteit een Lie-groep is. De groep van isometrieën van de tweedimensionale eenheids-sfeer is bijvoorbeeld de orthogonale groep O(3).